# Freilla conjuncta
Freilla conjuncta là một loài bướm đêm trong họ Noctuidae.